# Бакай, Игорь Михайлович
Игорь Михайлович Бакай (укр. Ігор Михайлович Бакай, р. 17 ноября 1963, Ровно, Ровненская область, УССР, СССР) — российский, украинский предприниматель, украинский политик и государственный деятель, занимавший ряд высших государственных должностей в период президентства Леонида Кучмы. Инициатор создания, первый председатель правления НАК «Нафтогаз Украины».

## Ранние годы
Родился 17 ноября 1963 года в Ровно. Отец Михаил Васильевич 1932 г.р., мать — Устина Артёмовна 1934 г.р.
С 1978 по 1982 год учился в Березновском лесном техникуме, получил специальность техника лесного хозяйства.
В 1982—1984 годах служил в рядах Советской армии.
С 1994 учился в Академии труда и социальных отношений, окончил факультет правоведения в 1997 году.

## Трудовая деятельность
1984—1989 — начальник базы подготовки футбольной команды СКА «Карпаты» Прикарпатского военного округа, Львов.
1989—1991 — бригадир, мастер участка лесозаготовки в Якутии.
1991—1992 — председатель кооператива «Козацькі страви», Львов.
1992—1994 — президент компании «Велес», Киев.
1994—1995 — президент корпорации «Республика», осуществлявшей первые поставки коммерческого газа на рынок Украины.
1995—1996 — председатель координационного совета АОЗТ «Интергаз», осуществлявшего поставки газа из Туркмении.

## Государственная деятельность в Украине
С 1994 по 1998 — Народный депутат Украины II созыва, избран по Бориспольскому избирательному округу № 208.
Апрель 1997 — январь 2000 — внештатный советник Президента Украины.
Сентябрь 1997 — апрель 1998 — Первый заместитель председателя Государственного комитета по нефтяной, газовой и нефтеперерабатывающей промышленности Украины.
С 2000 по 2002 — избран Народным депутатом Украины III созыва.
Апрель 1998 — апрель 2000 — Выступил инициатором создания государственной компании НАК «Нафтогаз Украины» и стал первым председателем её правления.
С 21 июля по 2 октября 2003 — Председатель Государственного комитета Украины по водному хозяйству.
С 2 октября 2003 по 24 декабря 2004 — глава Государственного управления делами Украины. После победы на выборах Виктора Ющенко ушёл в отставку и в начале 2005 года уехал в Россию.

### Обвинения в превышении власти и злоупотреблении служебным положением
Во время работы Бакая в президентской администрации и государственном нефтегазовом секторе его имя неоднократно появлялось в прессе в связи с подозрениями в злоупотреблении служебным положением и присвоении государственных средств, однако ни одного формального обвинения предъявлено ему не было.
После ухода в отставку Кучмы и избрании Президентом Виктора Ющенко в мае 2005 года против Игоря Бакая был возбуждён ряд уголовных дел по обвинению в превышении власти и злоупотреблении служебным положением. Ему инкриминировались злоупотребления при продаже киевских гостиниц «Днепр» и «Украина» и объектов недвижимости Национального комплекса «Экспоцентр Украины». Он был объявлен в международный розыск и 28 июня 2005 года был задержан российской милицией в Москве, но в тот же день отпущен.
В 2006 году Печерский районный суд Киева вынес решение о прекращении расследования дел, а в 2007 году апелляционный суд прекратил международный розыск Бакая.
В марте 2010 года Печерский районный суд Киева закрыл все уголовные дела, возбуждённые против Игоря Бакая. Апелляционный суд Киева, рассматривая апелляцию прокуратуры, 14 апреля 2010 года оставил это решение в силе.

## Предпринимательская деятельность после переезда в Россию
В марте 2005 года Бакай получил гражданство России.
2009—2010 годах организовал крупнейшие сделки с участием группы российских бизнесменов и российского ВЭБ.РФ о покупке украинской металлургической компании Индустриальный союз Донбасса и украинского металлургического комбината Запорожсталь, общая сумма сделок оценивается аналитиками около $ 5 млрд.
В 2010 году совершил значительные инвестиции в недвижимость в Германии, приобрел пятизвездочный исторический отель в городе Баден-Баден «Шлосготель Бюлергьое» (Schlosshotel Bühlerhöhe), в котором в свое время любил отдыхать первый канцлер Германии Конрад Аденауэр, в котором праздновал свою свадьбу теннисист Борис Беккер, отдыхал президент Украины Леонид Кучма, и гостили многие государственные деятели и звезды шоу-бизнеса со всего мира, также приобрел отель Plättig.
Бакай купил Замок Родек (Schloss Rodeck) с тысячелетней историей, виноградниками и фруктовым садом.
Вилла легендарного промышленника Макса Грундига — с 2010 года семейное поместье Бакая в Баден-Бадене, его компания купила виллу у вдовы грузинского миллиардера Бадри Патаркацишвили.
В 2012 году — назначен на должность первого вице-президента ОАО «Фонд Развития Дальнего Востока и Байкальского региона» вел ряд крупных федеральных проектов.
В 2012 году стало известно, что Игорь Бакай приобрёл значительные земельные угодья сельскохозяйственного назначения в Ярославской области с целью последующего развития сельского хозяйства.,

### Уголовное дело в России
31 октября 2017 года Таганский суд Москвы арестовал Игоря Бакая. Против него было возбуждено уголовное дело по статье 159 УК РФ «Мошенничество». Бакай обвинялся в хищении у компании Metalloinvest Limited (основной владелец — Алишер Усманов) $12 млн, полученных в рамках договора займа — по ч.4 ст.159 УК РФ (мошенничество, совершенное в особо крупном размере), санкция которой предусматривает до 10 лет заключения. В качестве меры пресечения ему был определён домашний арест.
В ноябре 2020 года Басманный суд города Москвы приговорил Игоря Бакая к четырем годам лишения свободы условно с испытательным сроком четыре года по обвинению в мошенничестве в особо крупном размере.

## Личная жизнь и семья
Был женат три раза:
Старшая дочь Марта Бакай — училась в Лондоне и Киеве, кандидат юридических наук, занимается ресторанным бизнесом
Вторая жена Елена Демчук — совладелица ООО «Телерадиокомпания „Всемирная Информационная Служба“»
два сына, граждане США: Павел Бакай и Владислав Бакай
Третья жена в прошлом поп-певица Наталья Бакай (Козицкая), оставившая эстрадную карьеру из-за срочного отъезда семьи с Украины.
четыре дочери: Анна Бакай, Мария Бакай, Елизавета Бакай и Екатерина Бакай.